# Karl-Weiser-Preis
Der Karl-Weiser-Preis, benannt nach dem Maler Karl Weiser, wurde von 1992 bis 2021 von der Karl-Weiser-Stiftung vergeben.

## Kunstpreis
Karl Weiser (1912–1988) war bildender Künstler und Präsident der Berufsvereinigung Bildender Künstler Sektion Salzburg. Seine Frau Martha Weiser (1913–2008) war als Politikerin (ÖVP) die erste Frau im Salzburger Landtag sowie Mitglied der Salzburger Stadtregierung, wo sie Essen auf Rädern, die Hauskrankenpflege, die Frauenhilfe und das Fest von Hellbrunn startete. Die Familie Weiser bewohnte die Berchtoldvilla der Stadt. Martha Weiser erreichte, dass 1991 das Nutzungsrecht der Villa an die Berufsvereinigung ging und gründete bald darauf die Karl-Weiser-Stiftung, welche von 1992 bis 2021 die Verleihung des Karl-Weiser-Preises veranstaltete. Die Enkelinnen Barbara Weiser und Gabriele Straschil führen den Karl-Weiser-Preis nicht weiter und verfolgen das Projekt, dass Jugendliche ihre Kunstwerke einreichen, damit sie erleben, wie es sich anfühlt, sie herzuzeigen. Dabei wurde seit 2022 im Besonderen mit der HTL Hallein und dem ART-Oberstufenrealgymnasium St. Ursula in Salzburg-Aigen zusammengearbeitet.

## Preisträger
- 1992 Wolfgang Brauner[2]
- 1993 Leonhard Stemeseder[3]
- 1994 Werner Otte[2]
- 1995 Ines Höllwarth[2]
- 1996 Bernhard Braumann[2]
- 1997 Max Rieder[2]
- 1998 Elisabeth Ernst[4]
- 1998 Elfriede Mejchar[5]
- 1999 Josef Zenzmaier[2]
- 2001 Ute Lehmann[2]
- 2002 Peter H. Wiener[2]
- 2003 Renate Wegenkittl[2]
- 2004 Manfred Stubhann[2]
- 2005 Agnes Winzig[2][6]
- 2006 Gerhard Maurer[2][7]
- 2008 Paul Kranzler[8][9]
- 2011 Karen Macaw[10]
- 2013 Ira Repey & Christoph Kendlbacher[11]
- 2016 Joachim Bergauer[12]
- 2016 Cäcilia Gabriel[13]
- 2021 Paul Raas[14]